# V393 Возничего
V393 Возничего (лат. V393 Aurigae) — одиночная переменная звезда в созвездии Возничего на расстоянии (вычисленном из значения параллакса) приблизительно 34082 световых лет (около 10449 парсеков) от Солнца. Видимая звёздная величина звезды — от +2,3m до +1,3m.

## Характеристики
V393 Возничего — красная углеродная пульсирующая полуправильная переменная звезда типа SRA (SRA) спектрального класса C. Эффективная температура — около 3360 K.